# コールドウェル (アイダホ州)
コールドウェル（Caldwell）は、アメリカ合衆国アイダホ州南西部に位置する都市。州都ボイシの西約40kmに位置し、南東に隣接するナンパや、その東のメリディアンと同様、通勤路線となっているI-84上に連なる、同市の郊外都市の1つとなっている。2000年代以降成長が著しく、2020年国勢調査時点での人口は59,996人で、2010年時点の46,237人より29.8%増加し、ポカテッロを抜き、ボイシ、メリディアン、ナンパ、アイダホフォールズに次いで州内第5位となっている。
コールドウェルはキャニオン郡の郡庁所在地である。また、アイダホ州随一の私立リベラル・アーツ・カレッジ、カレッジ・オブ・アイダホ（モスコーにある州立のアイダホ大学とは別物）の大学町でもある。

## 歴史
今日のコールドウェル市がある、「トレジャー・バレー」と呼ばれるこの一帯は、太平洋岸北西部へと通ずる天然の通り道であり、ヨーロッパ人が入植する以前から、西海岸や現在のアイダホ州北部に住んでいたネイティブ・アメリカンの部族と、山岳部、遠くは現在のコロラド州に住んでいた部族とが交易していた地であった。1840年代には、この地のボイシ川に沿ってオレゴン・トレイルが通った。移入者たちはボイシ砦でボイシ川を渡って南西に向かうこともあり、このことによってキャニオン・ヒルの周辺、および丘越えにも道ができていった。この街道上の旅行者の中には、オレゴンに向かう前にこの地で休息を取る者や、オレゴンへは入らずにこの地に入植し留まる者もいた。1860年代にこの一帯で金が発見されると、一攫千金を求めて鉱夫としてこの地に入植する者が増え、またそれに伴って、この地で渡し船や駅馬車の駅、運送業を営む者や、農業を営み鉱夫たちの食糧を生産する者も現れるようになった。

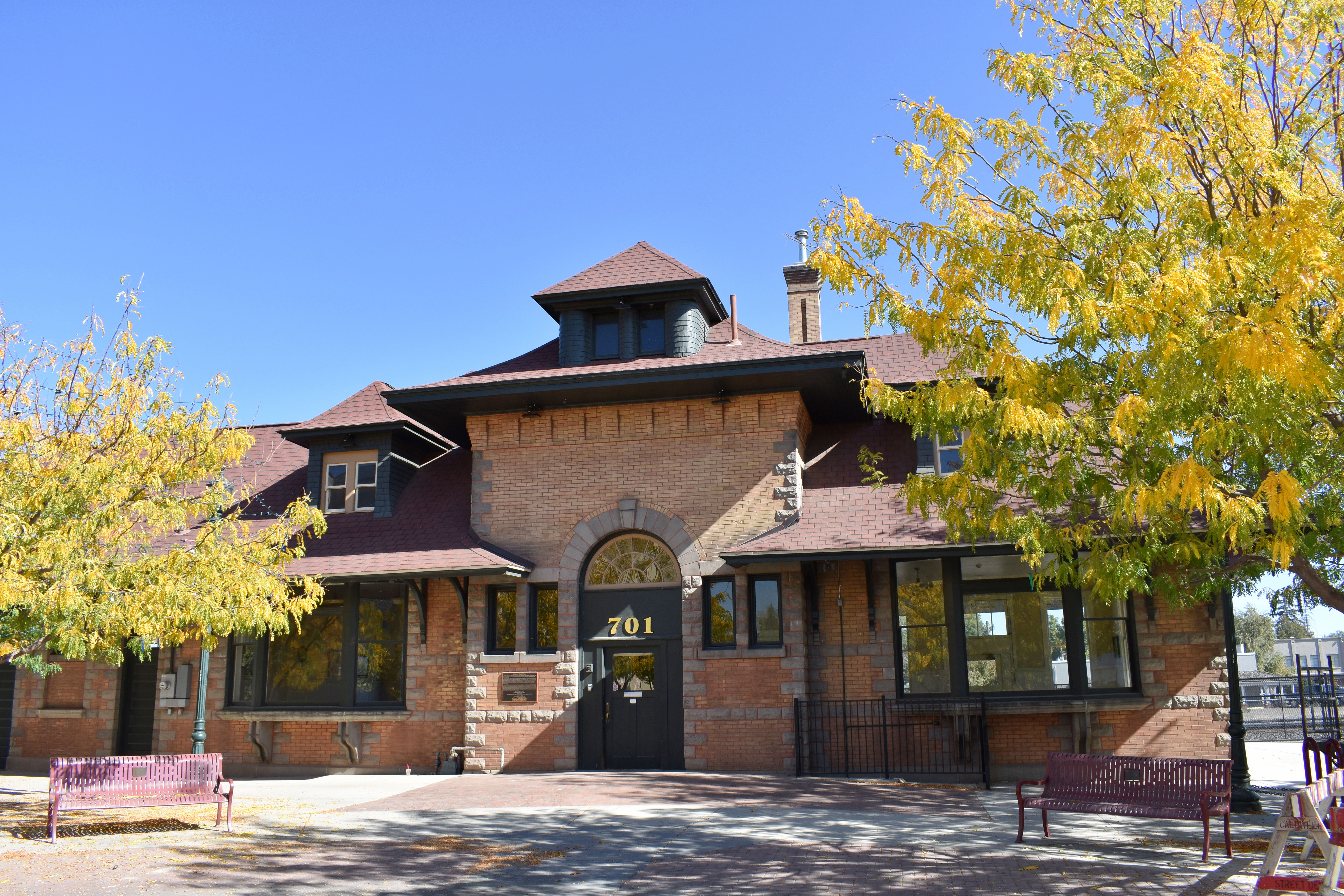
オレゴン・ショート・ライン鉄道の旧コールドウェル駅舎（2018年）

1869年に最初の大陸横断鉄道が開通してから14年後の1883年、オレゴン州とワイオミング準州をアイダホ準州経由で結ぶオレゴン・ショート・ライン鉄道が開通すると、地形の関係で準州都ボイシ市内への乗り入れが断念され、代わりにこの地に駅が設けられた。同年、ユニオン・パシフィック鉄道やオレゴン・ショート・ライン鉄道と提携したオレゴン・アイダホ土地改良会社によってこの地に町が区画され、同社を創業したロバート・E・ストラホーンのビジネスパートナーであった、カンザス州選出の元連邦上院議員アレクサンダー・コールドウェルに因んで、コールドウェルと名付けられた。ストラホーンおよびオレゴン・アイダホ土地改良会社の勧誘活動もあって、創設から4ヶ月で、コールドウェルは人口600人を数え、40店舗が営業し、学校、電話会社、および新聞社2社が置かれる町へと成長した。
やがて1890年1月15日、コールドウェルは市制を施行した。翌1891年にはカレッジ・オブ・アイダホが創立した。さらにその翌年、1892年にはエイダ郡から分割される形でキャニオン郡が創設され、その郡庁がコールドウェルに置かれた。
やがてキャニオン郡全土にわたって用水路が整備され、灌漑が進むと、コールドウェルが農業の中心地として発展する基礎が築かれた。家畜運送業など、農業に密接に関連した産業も興った。
やがて、オレゴン・ショート・ライン鉄道はユニオン・パシフィック鉄道の路線網に組み入れられ、1906年、コールドウェルに同社の貨物・旅客駅が設けられた。その後、20世紀のほとんどにわたって、コールドウェルは農産品加工、小売、および教育の中心地として発展していった。

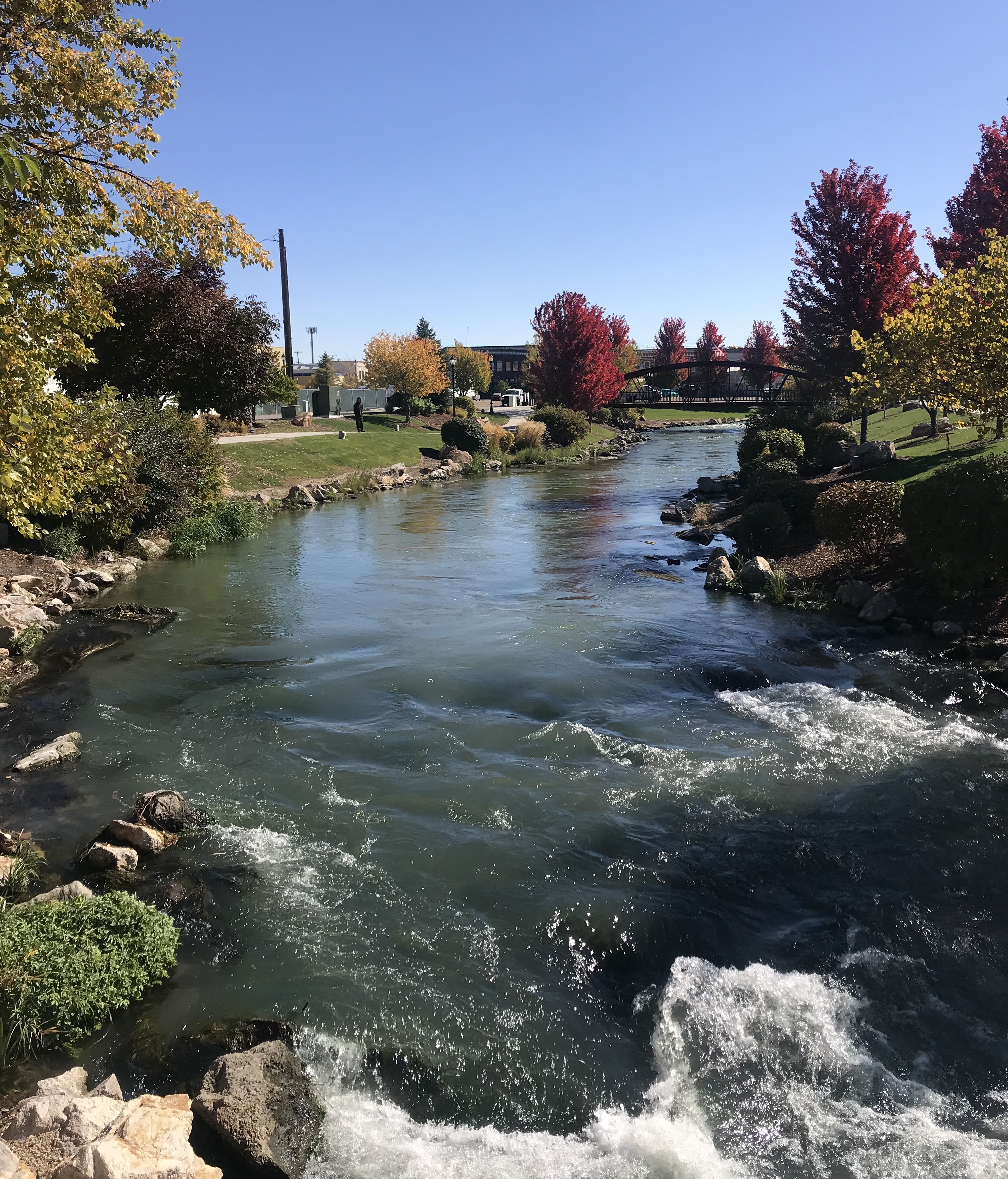
市中心部を流れるインディアン・クリーク（2019年）

市の発展の一方で、ボイシ川の支流で、市の中心部を流れるインディアン・クリークは、何十年にもわたって暗渠化され、地元産業の排水路同然に使われていた。しかし2002年、中心部再生の一環としてこのインディアン・クリークに「陽が当てられ」（暗渠が外され）、水質が浄化され、両岸が公園として整備された。

## 地理
コールドウェル市庁舎は北緯43度40分4秒 西経116度41分32秒 / 北緯43.66778度 西経116.69222度に位置している。市はアイダホ州南西部、トレジャー・バレーと呼ばれる盆地にあり、ナンパの北西に隣接し、州都ボイシからは西へ約40kmである。
アメリカ合衆国国勢調査局によると、コールドウェル市は総面積58.71km2（22.67mi2）である。そのうち58.57km2（22.61mi2）が陸地で0.14km2（0.06mi2）が水域である。総面積の0.24%が水域となっている。標高は市庁舎の位置で722mである。

### 気候
コールドウェルの気候は、特に乾燥が強く日中は暑いが夜は「涼しい」を通り越し冷え込む夏と、乾燥が弱まり寒くなる冬に特徴付けられ、特に夏季の気温の日較差が大きい、乾燥性かつ高地性の気候となっている。最も暑い7月の最高気温の平均は約33℃に達するが、最低気温は平均13℃まで下がり、平均気温は約23℃である。最も寒い1月の平均気温は氷点下2℃、最低気温の平均は氷点下7℃まで下がり、日中も緯度の割には温暖なものの、3℃程度までしか上がらない。降水量は夏季の7-9月にかけては特に少なく、月間5-12mm程度である。その他の月は月間20-30mm程度である。また、冬季の12-2月にかけては月間10-20cm程度の降雪が見られる。年間降水量は270mm程度、年間降雪量は48cm程度である。ケッペンの気候区分では、コールドウェルは計算上は地中海性気候（Csa）に属するものの、冬の寒さからはワシントン・オレゴン両州内陸部やアイダホ州北西部・東部に分布する高地地中海性気候（Dsa）にかなり近く、降水量からはアイダホ州を含む山岳部に広く分布するステップ気候（BSk）に近い。
|                   | 1月  | 2月  | 3月  | 4月  | 5月  | 6月  | 7月  | 8月  | 9月  | 10月 | 11月 | 12月 | 年    |
| ----------------- | ---- | ---- | ---- | ---- | ---- | ---- | ---- | ---- | ---- | ---- | ---- | ---- | ----- |
| 平均気温（℃）     | -2.2 | 1.7  | 6.1  | 10.6 | 14.4 | 18.3 | 22.8 | 21.1 | 16.1 | 10.6 | 3.3  | -0.6 | 10.0  |
| 平均最高気温（℃） | 2.8  | 7.2  | 13.3 | 18.9 | 23.3 | 27.8 | 33.3 | 31.7 | 26.1 | 19.4 | 10.0 | 4.4  | 18.3  |
| 平均最低気温（℃） | -6.7 | -3.9 | -1.1 | 2.2  | 5.6  | 9.4  | 12.8 | 10.6 | 6.1  | 1.7  | -2.8 | -5.6 | 2.2   |
| 降水量（mm）      | 33.0 | 30.5 | 27.9 | 22.9 | 27.9 | 20.3 | 7.6  | 5.1  | 12.7 | 20.3 | 30.5 | 30.5 | 269.2 |
| 降雪量（cm）      | 19.8 | 9.9  | 3.0  | 0.8  | -    | -    | -    | -    | -    | 0.3  | 3.6  | 10.7 | 48.1  |

## 政治

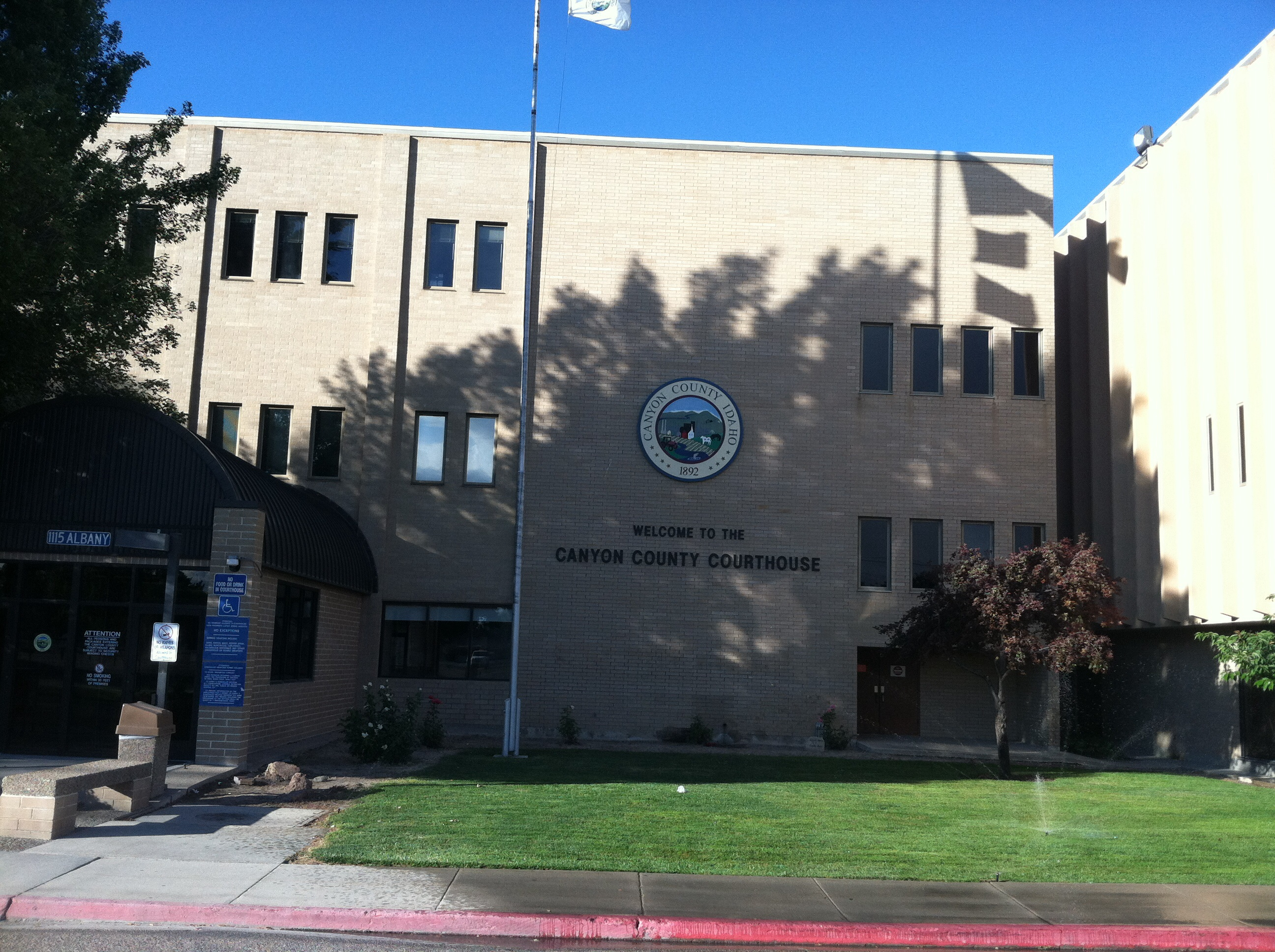
キャニオン郡庁舎

コールドウェルは市長制を採っている。市長は市の行政の最高責任者であり、また市議会にも出席する。市の立法機関である市議会は6人の議員から成っている。市をいくつかに分けた選挙区は存在せず、6人全員が全市から選出される。市議会の議長は議員の中から選出される。市長は市議員とは別に、全市から選出される。市長、市議員とも、その任期は4年であり、2年ごとに半数にあたる3人を改選し、多選には特に制限は無い。
市書記官、市法務官、市出納官、市警察・消防の各長官、市政府各局の局長、市技師、およびコールドウェル公共図書館の司書は、いずれも任命によって就任する。

## 交通

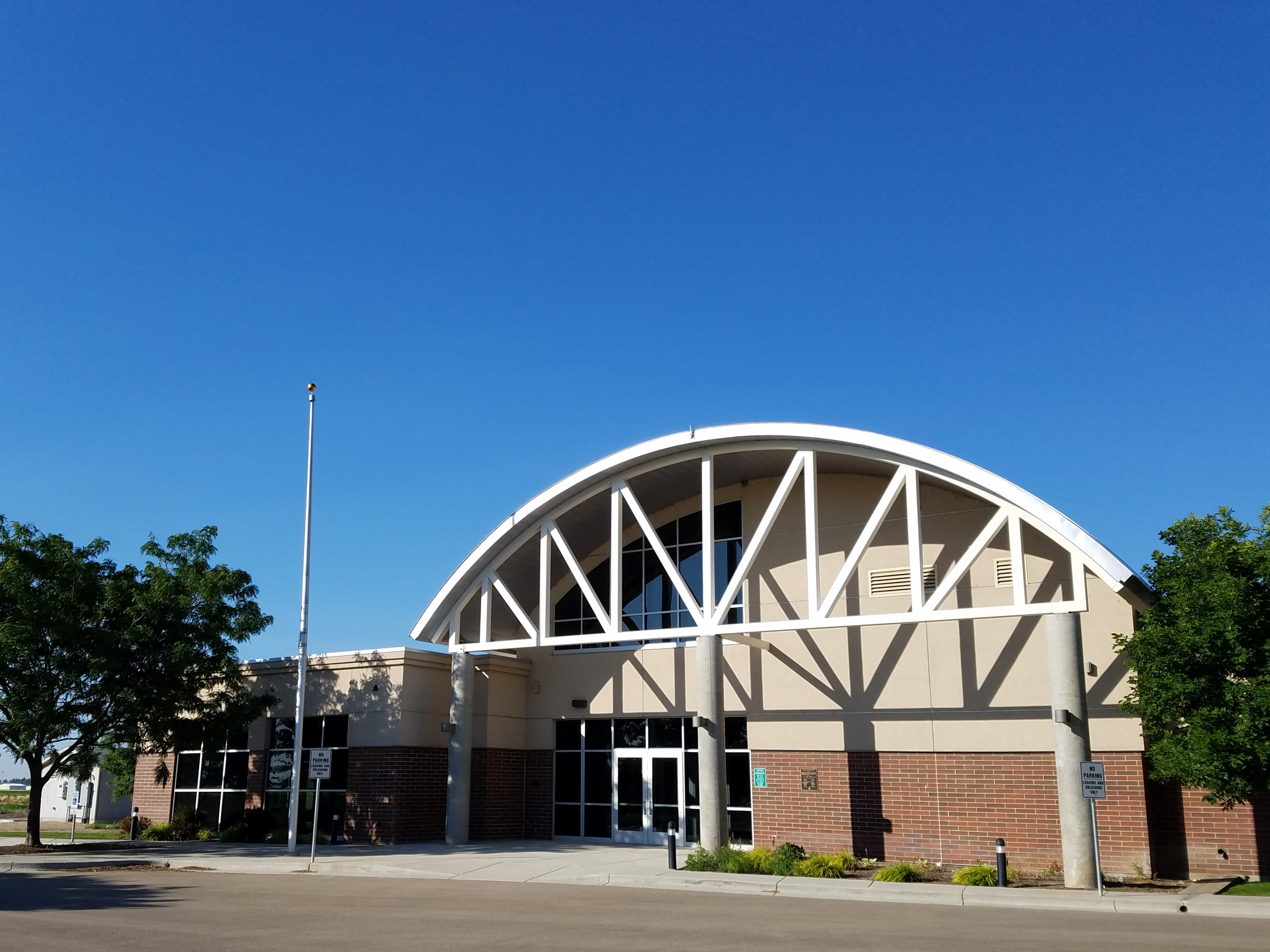
コールドウェル産業空港のターミナルビル

コールドウェルを含むボイシ都市圏の玄関口となる商業空港は、ボイシのダウンタウンから南へ約5.5kmに立地するボイシ空港（IATA: BOI）で、コールドウェルからは東南東へ約40kmである。同空港には3大航空会社（アメリカン航空・デルタ航空・ユナイテッド航空）を含む8社が就航し、各航空会社のハブ空港を含む、22都市圏29空港への直行便が発着している。コールドウェルにも、市中心部から南東へ約5.5kmにコールドウェル産業空港（IATA: 無し、FAA LID: EUL）があるが、こちらはゼネラル・アビエーションと呼ばれる、自家用機やチャーター機、ビジネスジェット等の発着に専ら使われる空港である。
州間高速道路I-84は市中心部のすぐ北東を北西-南東に通っている。I-84は西へはポートランド方面へと通じ、また東へはナンパやメリディアンを通ってボイシへと通ずる通勤路線となっており（ただしダウンタウンへは支線のI-184が通じている）、それ以遠はツインフォールズやユタ州オグデン方面へと通じている。
ボイシの路線バス網を運行しているバレー地域交通（Valley Regional Transit、VRT）は、ボイシのダウンタウンとコールドウェイとをI-184・I-84経由で結ぶ急行系統#43を1日1往復運行している。

## 教育

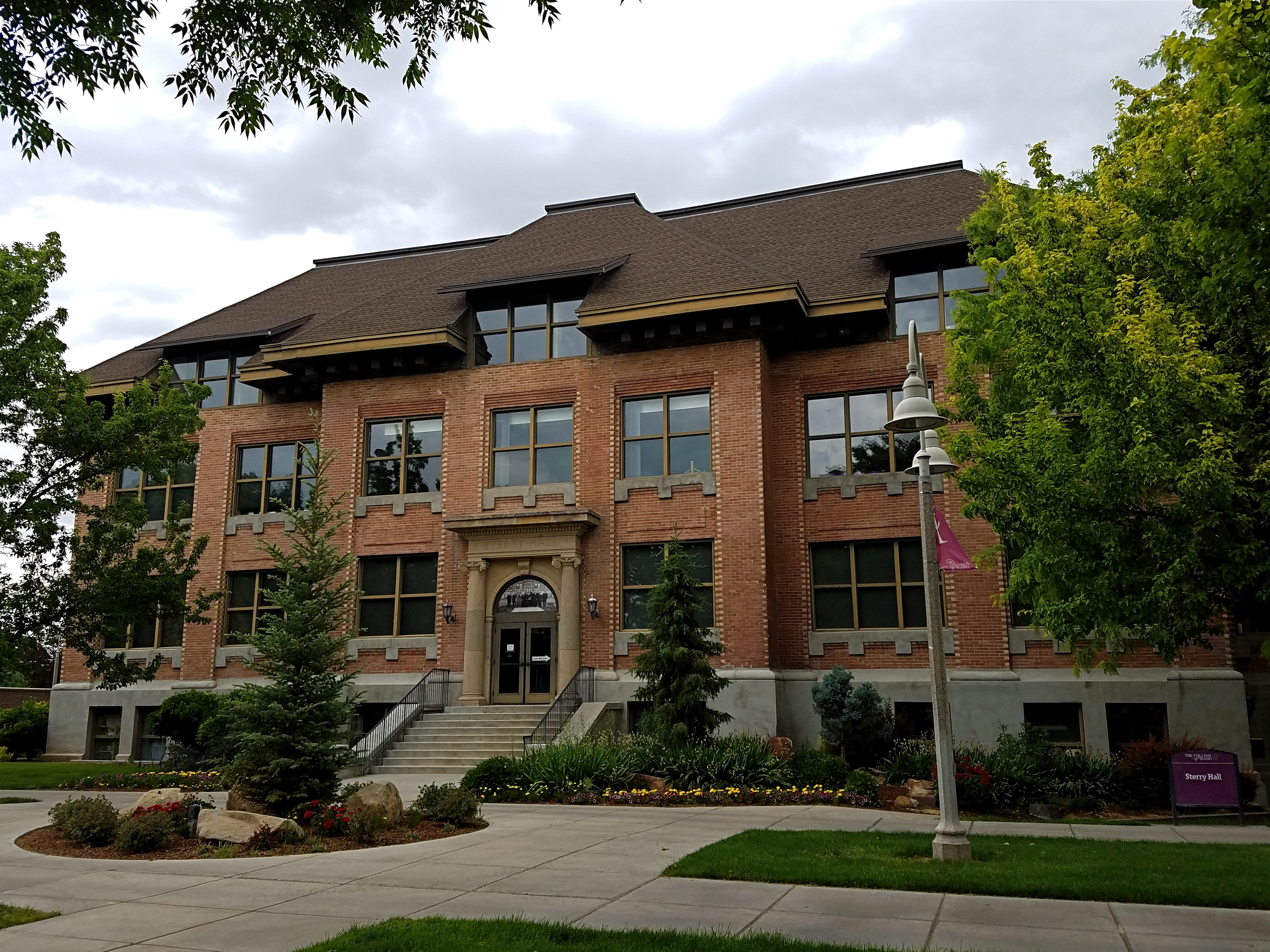
カレッジ・オブ・アイダホ

カレッジ・オブ・アイダホは市中心部の南東約2km、住宅地の中に55エーカー（223,000m2）のキャンパスを構えている。同学は1891年に創立した私立リベラル・アーツ・カレッジで、学部生のみ約1,100人の学生を抱え、学生対教授の人数比は11:1、半数以上の授業は学生数20人未満という、リベラル・アーツ・カレッジの特徴とも言える少人数制の教育を行っている。同学はProfessional（プロフェッショナル）、Ethical（倫理的）、Articulate（明確な）、Knowledable（知識の豊富な）の頭文字を取った、"PEAK"と呼ばれるカリキュラムを特徴としている。これは、人文科学・芸術、社会科学、自然科学、プロフェッショナル基礎・強化の4分野からそれぞれ1つずつを専攻ないし副専攻とし、4年間で専攻1つ+副専攻3つを学ぶというものである。カレッジ・オブ・アイダホは、USニューズ&ワールド・レポート誌の大学ランキングでは、全米のリベラル・アーツ・カレッジの中で上位150位以内に入る評価を受けている。
コールドウェルにおけるK-12課程は主にコールドウェル学区の管轄下にある公立学校によって支えられている。同学区は小学校（就学前・幼稚園・1-5年生）6校、中学校（6-8年生）2校、高校（9-12年生）2校を有し、約5,500人の児童・生徒を抱えている。

## 文化と名所

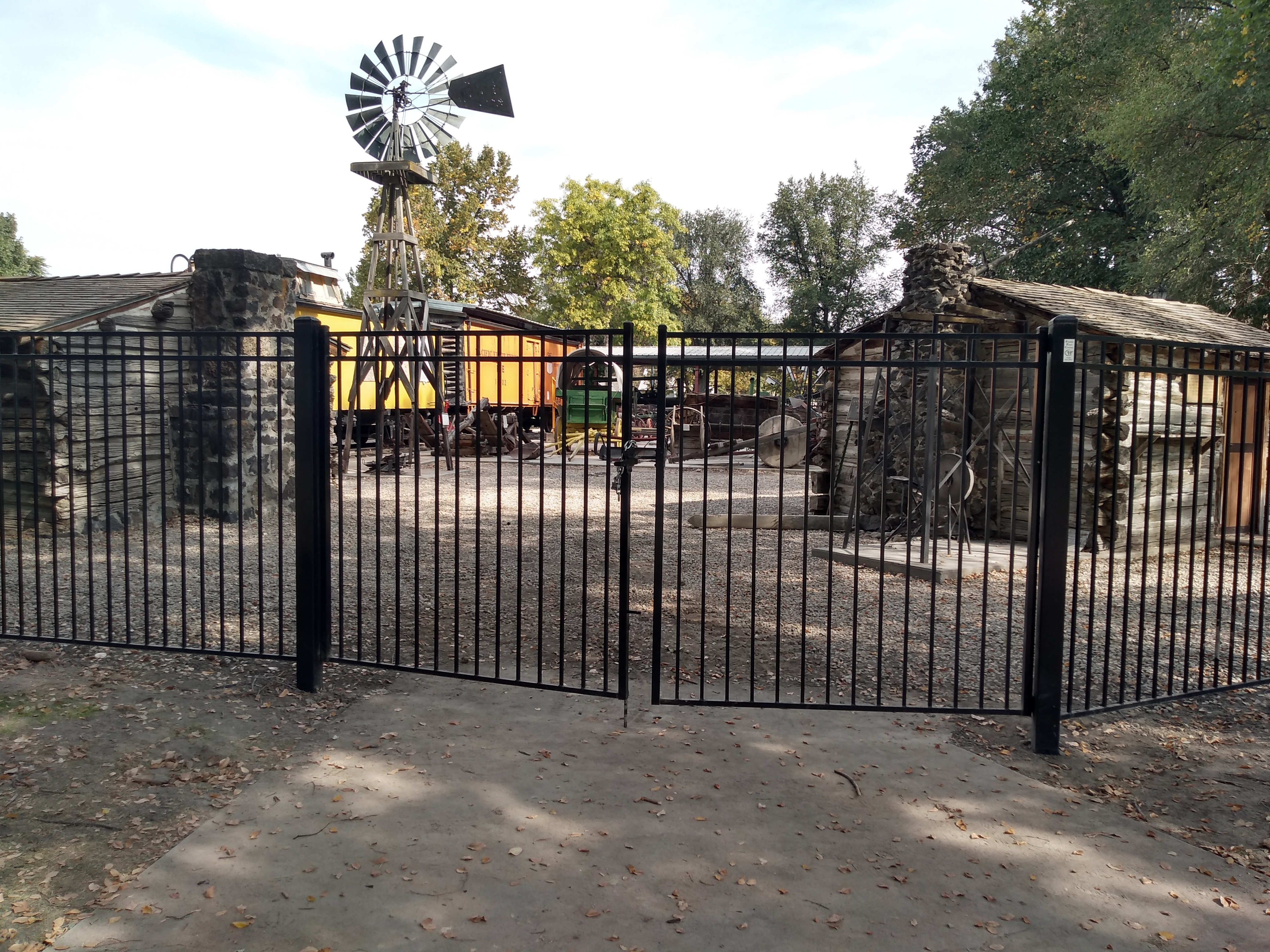
バン・スライク農業博物館

バン・スライク農業博物館は市中心部の南西、メモリアル・パーク内のハリソン・ストリートと6thアベニューの角に立地している。この野外博物館は1917年にこの地に移入した農民C・M・バン・スライクの名を冠し、1934年に設置されたものである。同館敷地内には、1864年に建てられた2棟の小屋が保存のために移築され、また、オレゴン・ショート・ライン鉄道から寄贈された車掌車および冷蔵車が静態保存され、バン・スライク家が入植初期に使用した農具がコールドウェルの農業の歴史を伝える展示物として展示されている。
市中心部のすぐ南東、メイン・ストリートと12thアベニューの西角には、アワ・メモリーズ・インディアン・クリーク博物館が立地している。同館は1950年代に建てられた医院（後に歯科医院）の建物を、2006年にキャニオン郡歴史協会が委託を受ける形で、歴史博物館に転用したものである。同館はキャニオン郡の歴史に関する事物や新聞記事、書籍を収蔵・展示している。

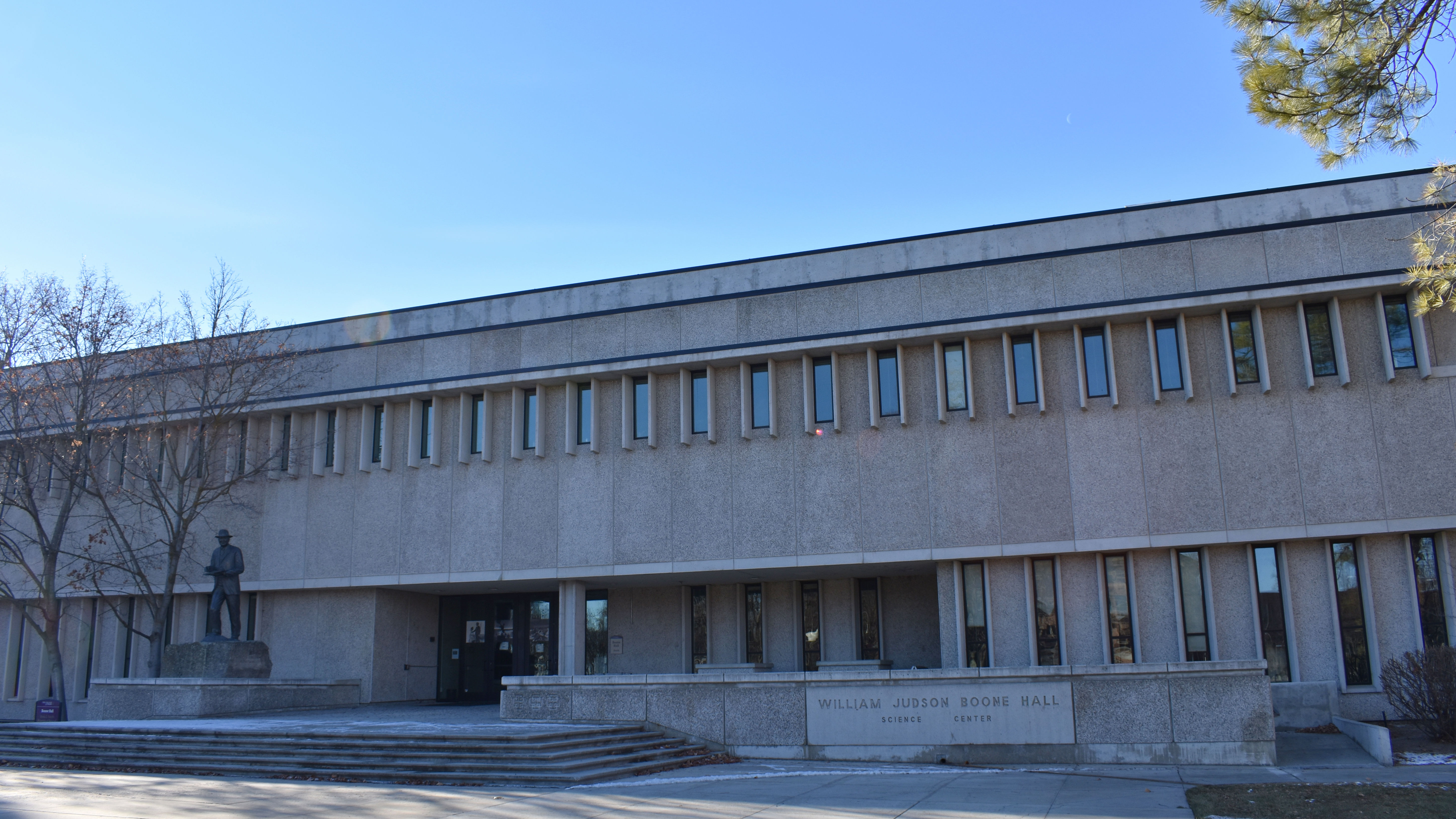
オーマ・J・スミス自然史博物館およびウィッテンバーグ・プラネタリウムが入っている、カレッジ・オブ・アイダホのブーン・ホール

また、カレッジ・オブ・アイダホのキャンパス内には、オーマ・J・スミス自然史博物館、ローゼンサール・ギャラリー・オブ・アート、およびウィッテンバーグ・プラネタリウムがあり、いずれも一般に公開されている。また、850席を有するジュウェット講堂、および200席のラングロイース・リサイタル・ホールは、いずれも同学の芸術系の専攻のみならず、地域の舞台芸術の公演にも使われている。

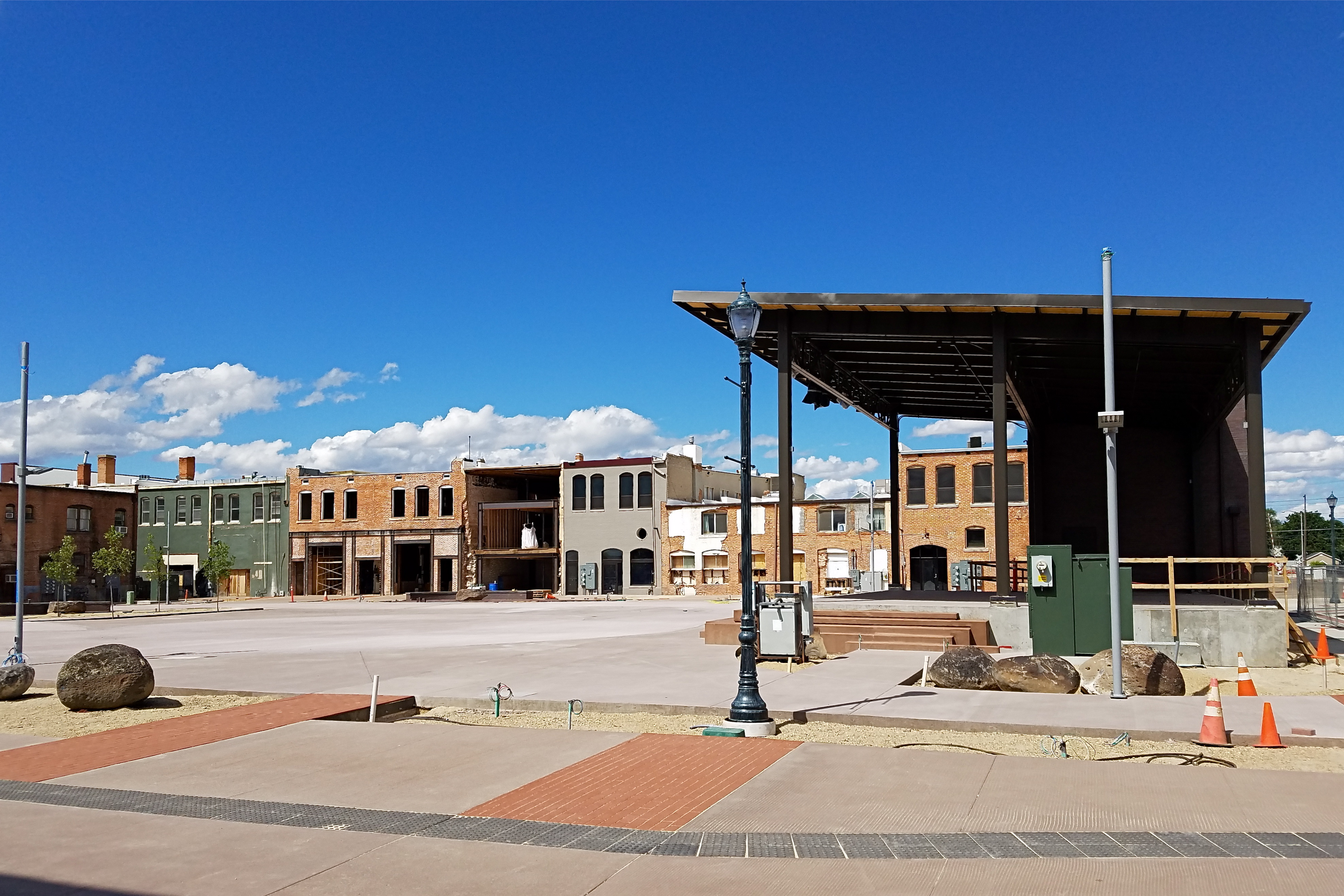
インディアン・クリーク・プラザ

市中心部のキンボール・アベニューとアーサー・ストリートの北角にはインディアン・クリーク・プラザが立地している。2018年に完成したこの広場では、シンコ・デ・マヨ、独立記念日、インディアン・クリーク・フェスティバル、ドッグトーバーフェスト（犬・ホットドッグ・オクトーバーフェストをかけたかばん語）等の季節性のものから、農産品市や収穫祭、毎週火曜日のコンサート等、年間200以上のイベントが行われ、延べ150,000人以上を動員する。また、冬季にはスケートリンクが設けられ、延べ45,000人以上が訪れる。
市中心部の南東、カレッジ・オブ・アイダホのキャンパスにも程近い、ブレイン・ストリート沿いに立地するロデオアリーナでは、毎年8月にコールドウェル・ナイト・ロデオという、1925年から続くロデオの大会が行われる。

## 人口推移
以下にコールドウェル市における1890年から2020年までの人口推移をグラフおよび表で示す。
| 統計年 | 人口     |
| ------ | -------- |
| 1890年 | 779人    |
| 1900年 | 997人    |
| 1910年 | 3,543人  |
| 1920年 | 5,106人  |
| 1930年 | 4,974人  |
| 1940年 | 7,272人  |
| 1950年 | 10,487人 |
| 1960年 | 12,230人 |
| 1970年 | 14,219人 |
| 1980年 | 17,699人 |
| 1990年 | 18,400人 |
| 2000年 | 25,967人 |
| 2010年 | 46,237人 |
| 2020年 | 59,996人 |

## 註
1. 1 2 3 4 5 6 7 8 9 10 11  About Caldwell. Destination Caldwell. 2021年11月30日閲覧.
2. 1 2 3 4 5 6 7 8 9  Bruner, Debra. All About Caldwell: The History of our City. Little Cow Mountain Farm. 2020年10月15日. 2021年11月30日閲覧.
3. ↑  Caldwell city, Idaho. U.S. Census Bureau. 2020年.
4. 1 2  History of Coldwel, Idaho. U-S-History.com. Online Highways. 2021年11月30日閲覧.
5. ↑  Lundin, John W. and Stephen J. Lundin. Strahorn, Robert E. (1852-1944). HistoryLink. 2012年8月1日. 2021年11月30日閲覧.
6. ↑  Cooperative Conservation Case Study: Indian Creek Restoration/City Center Revitalization. Land Conservation Assistance Network. 2021年11月30日閲覧.
7. 1 2  Historical Weather for Caldwell, Idaho, United States of America. Weatherbase.com. 2021年11月27日閲覧.
8. ↑  City Council, Elections. City of Caldwell. 2021年11月27日閲覧.
9. ↑  "Chapter 2: Governing Bodies and Advisory Boards". Code of Ordinances. City of Caldwell. 2021年8月16日.
10. ↑  Appointed Officials. City of Caldwell. 2021年11月27日閲覧.
11. ↑  Boise Air Trml/Gowen Fld. Airport Master Record. Federal Aviation Administration. 2021年11月4日. 2021年11月27日閲覧.
12. ↑  Airlines, Charters, FBO. Boise Airport. 2021年11月27日閲覧.
13. ↑  Nonstop Destinations. Boise Airport. 2021年11月27日閲覧.
14. ↑  Caldwell Industrial. Airport Master Record. Federal Aviation Administration. 2021年11月4日. 2021年11月27日閲覧.
15. ↑  Route 43: Caldwell Express. Valley Regional Transit. 2020年9月. 2021年11月27日閲覧.
16. 1 2  College of Idaho. U.S. News & World Report. 2021年. 2021年11月28日閲覧.
17. ↑  Our PEAK Carriculum. College of Idaho. 2021年11月28日閲覧.
18. ↑  Undergraduate Programs. College of Idaho. 2021年11月28日閲覧.
19. ↑  Best National Liberal Arts Colleges Rankings. U.S. News & World Report. 2021年. 2021年11月28日閲覧.
2022年版（2021年発行）では136位であった。
20. ↑  About Caldwell School District. Caldwell School District. 2021年11月28日閲覧
21. ↑  Caldwell District. U.S. News & World Report. 2021年11月28日閲覧.
22. ↑  Van Slyke Agricultural Museum. City of Caldwell. 2021年11月29日閲覧.
23. ↑  Our Memories Indian Creek Museum. Tourism Development, Department of Commerce, State of Idaho. 2021年11月29日閲覧.
24. ↑  Orma J. Smith Museum of Natural History. College of Idaho. 2021年11月29日閲覧.
25. ↑  Rosenthal Gallery. College of Idaho. 2021年11月29日閲覧.
26. ↑  Whittenberger Planetarium. College of Idaho. 2021年11月29日閲覧.
27. ↑  Jewett Auditorium. College of Idaho. 2021年11月29日閲覧.
28. ↑  Langroise Recital Hall. College of Idaho. 2021年11月29日閲覧.
29. 1 2  About Indian Creek Plaza. Indian Creek Plaza. 2021年11月29日閲覧.
30. ↑  Festivals and Concerts. Indian Creek Plaza. 2021年11月29日閲覧.
31. ↑  Ice Skating. Indian Creek Plaza. 2021年11月29日閲覧.
32. ↑  About. Caldwell Night Rodeo. 2021年11月29日閲覧.
33. ↑  Caldwell Night Rodeo. Professional Rodeo Cowboys Association. 2021年11月29日閲覧.
34. ↑  Caldwell Night Rodeo, a long-time rodeo tradition, returns August 17-21. KTVB. 2021年8月11日. 2021年11月29日閲覧.